# Shocker
Shocker (també coneguda com Wes Craven's Shocker) és una pel·lícula de ficció sobrenatural slasher del 1989 escrita i dirigida per Wes Craven, i protagonitzada per Michael Murphy, Peter Berg, Cami Cooper i Mitch Pileggi. La pel·lícula va ser estrenada per Universal Pictures el 27 d'octubre de 1989 i va recaptar 16,6 milions de dòlars.

## Trama
Una notícia mostra que una víctima és retirada en una llitera. Es revela que un assassí en sèrie, després d'haver assassinat més de trenta persones, està solt en un suburbi de Los Angeles. Un reparador de televisió amb una coixesa pronunciada, anomenat Horace Pinker, es converteix en el principal sospitós. Quan el detectiu investigador, el tinent Don Parker, s'acosta massa, Pinker assassina la dona, la filla adoptiva i el fill adoptiu de Parker.
No obstant això, el seu altre fill adoptiu, una estrella de futbol universitari anomenat Jonathan, desenvolupa una estranya connexió amb Pinker a través dels seus somnis i el porta a la botiga deteriorada de Pinker. En un tiroteig en què moren diversos agents, Pinker s'escapa i rapta la xicota de Jonathan, Alison, com a retribució, matant-la com a "regal d'aniversari" mentre ell està a l'entrenament.
Un altre somni porta al tinent Parker i la policia a Pinker, a qui atrapan en el moment d'un segrest. Aquesta vegada, just quan Pinker està a punt de matar en Jonathan, és arrestat. Pinker és ràpidament condemnat i condemnat a morir a la cadira elèctrica.
Abans de la seva execució, Pinker revela que Jonathan és, de fet, el seu fill, i que quan era nen, Jonathan li havia disparat al genoll mentre intentava aturar l'assassinat de la seva mare. Però del que no s'adonen és que Pinker ha fet un tracte amb el Diable. Quan és executat, no mor sinó que es converteix en pura electricitat. És capaç de posseir els altres per continuar els seus plans assassins. Algunes de les persones que moren són personal de la presó i amics de Jonathan.
Aviat posseeix el tinent Parker, que utilitza la seva força per lluitar contra Pinker, i Pinker s'escapa a un plat de televisió. Jonathan i els seus amics intenten trobar una manera de lluitar contra ell. Els amics de Jonathan, inclòs Rhino, es dirigeixen a la central elèctrica per desactivar l'energia.
Jonathan, amb l'ajuda de l'"esperit" d'Alison, idea un esquema per portar Pinker de nou al món real i accidentalment descobreix que Pinker, com amb totes les fonts d'energia, està subjecte a les lleis del món real; Jonathan utilitza aquesta limitació per derrotar Pinker i l’atrapa dins d'una televisió. Pinker amenaça en Jonathan que trobarà una manera de sortir de la seva "presó". La veu de l'Alison li diu a Jonathan que es cuidi, mentre que el veïnat d'en Jonathan pateix un apagament, causat perquè els seus amics apaguen la xarxa elèctrica, atrapant a Pinker a la televisió. Jonathan surt al carrer entre tots els seus veïns i mira cap al cel, acordant amb l'Alison que són preciosos.

## Repartiment
- Michael Murphy com el tinent Don Parker
- Peter Berg as Jonathan Parker
- Camille Cooper com Alison Clemens
- Mitch Pileggi com a Horace Pinker
- Sam Scarber com Sidney Cooper
- Richard Brooks com a Rhino
- Vincent Guasteferro com a Pastori
- Ted Raimi com a Pac Man
- Heather Langenkamp com a víctima: Langenkamp va retratar anteriorment l'heroïna Nancy Thompson a les pel·lícules de referència de Craven, Malson a Elm Street (1984) i Malson a Elm Street 3 (1987). En aquesta pel·lícula, fa un breu cameo com la primera víctima d'Horace Pinker que es mostra a les notícies de televisió.
- Timothy Leary com a evangelista de televisió
- Kane Roberts com a Road Worker: el guitarrista de la banda Alice Cooper.
- Wes Craven com a veí
- Jessica Craven (filla de Wes Craven) com a Contrapersona
- Jonathan Craven (fill de Wes Craven) com a Jogger. Jonathan també va treballar com a coordinador d'efectes visuals de la pel·lícula.
- John Tesh com a presentador de notícies de televisió
- Michael Matthews com a Evil Mouth
- Eugene Chadbourne com a Home al Bar

## Estrena

### Classificació
Segons Craven, la pel·lícula va ser severament retallada per a una qualificació "R". Van necessitar al voltant de tretze enviaments a la Motion Picture Association of America per rebre una "R" en lloc d'una "X". Algunes escenes que es van tallar incloïen Pinker escopint els dits que va mossegar a un guàrdia de la presó, una electrocució més llarga i gràfica de Pinker i una escena més llarga d'un entrenador posseït clavant-se la seva pròpia mà. Malgrat l'interès dels fans, mai s'ha publicat una versió sense tallar.

### Taquilla
Shocker es va estrenar el 27 d'octubre de 1989 en 1.783 llocs. Va guanyar 4.510.990 $ el cap de setmana d'obertura, ocupant el segon lloc després del tercer cap de setmana de Mira qui parla. La pel·lícula finalment va recaptar 16,6 milions de dòlars als Estats Units.

### Resposta crítica
La pel·lícula va rebre un vot dividit de Gene Siskel i Roger Ebert al seu programa de televisió setmanal, Siskel li va donar "un polze adalt marginal" però Ebert va votar "amb el polze avall" i va explicar "Vaig sentir que hauria estat una pel·lícula millor si s'hagués jugat amb més regles." Stephen Holden de The New York Times va escriure: "Si les metàfores de la pel·lícula són tan òbvies i tan portentoses com la música heavy metal que marca l'acció, 'Shocker' almenys té la sensació d'una pel·lícula que va ser divertida de fer. Just quan penses que s'han llençat tots els trucs, excepte l'aigüera de la cuina, també hi entra, juntament amb l'estufa i la nevera." Variety va escriure: "A primera vista (o almenys durant els primers 40 minuts) 'Shocker' sembla un guanyador potencial, un thriller i un estil gairebé insuportable i un viatge ple de sang per cortesia del talent per a l'acció i l'humor malaltís de l'escriptor i director Craven. A mesura que continua, però, els aspectes camp simplement donen pas al ridícul sense establir cap regla per governar el caos. El resultat és rialles força involuntàries que soscaven les poques rialles legítimes i la major part de l'acció restant." Michael Wilmington de Los Angeles Times va afirmar que la pel·lícula "està plena d'esclats enlluernadors de tècnica macabra", però "està tan difusament organitzada que són gairebé tres pel·lícules separades." Johanna Steinmetz del Chicago Tribune va donar a la pel·lícula una estrella i mitja sobre quatre i va escriure: "Un espectacle d'emoció sagnant per a sensibilitats subdesenvolupades, està organitzada de manera descuidada. El seu únic presumpte, que una pluja de programes de televisió ha debilitat tant els nostres valors com la nostra comprensió de la realitat, mentre que una excusa per a un clímax d'efectes especials enginyosos, no pot mantenir una pel·lícula sencera." Richard Harrington de The Washington Post va dir: "Durant molt de temps, 'Shocker' és de baixa tensió, només una reunió més de clixés slasher. Cap al final, però, arriba a la vida gràcies a un paquet d'efectes especials estès que només s'insinua abans." Kim Newman va escriure a The Monthly Film Bulletin que "tots els personatges, especialment l'heroi idiota i la seva núvia morta però parlant, són de cartró, i res del teixit connectiu té cap sentit. Quan se li va demanar que esdevingués "un altre malson a Elm Street", lamentablement, Craven ha recorregut a l'autoimitació fàcil en lloc d'aconseguir alguna cosa tan ferotgement original com el seu èxit més gran."
A Wes Craven: The Art of Horror, John Kenneth Muir va descriure Shocker com "la resposta de Craven a la sèrie de pel·lícules Freddy Krueger" per a Universal. Muir descriu diverses similituds entre la sèrie, tot i que diu que Shocker és més còmica. De la conclusió de la pel·lícula, Muir va escriure, els últims 20 minuts de Shocker' són un tour de force d'efectes especials estilístics i val molt la pena el preu de l'entrada." El juliol de 2022 la pel·lícula tenia una puntuació del 26% a Rotten Tomatoes basada en 23 ressenyes. El consens del lloc diu: "Amb una premissa prou intrigant i una llegenda de terror Wes Craven a la feina d'escriptor i director, el veritable Shocker aquí és com de coixos van ser ser els resultats finals".
Més tard, Wes Craven va dir: "M'agradaria refer Shocker només per encertar els efectes especials perquè teníem efectes especials veritablement desastrosos a la pel·lícula. El tipus que estava fent tots els efectes visuals es va col·lapsar, va tenir una crisi nerviosa perquè estava intentant més del que realment podia fer. Quan ens va dir al final de la pel·lícula que cap dels efectes especials funcionava realment, estava treballant en una tècnica nova, la feina del meu fill es va dedicar específicament en trobar tots els negatius. Eren per tota la ciutat en caixes sense marcar i sota l'edició [bancs] de la gent. Va ser un malson en si. Hem demanat tots els favors de la ciutat per aconseguir tots aquests efectes especials molt ràpidament, i alguns d'ells són bastant incomplets."

### Mitjans domèstics
La pel·lícula va ser llançada en DVD per Universal Studios el 1999. Posteriorment, l'estudi va tornar a publicar el 2007 com a doble sessió, juntament amb The People Under the Stairs de Craven. La primera edició del Blu-ray va ser publicada per Shout! Fàbrica el 8 de setembre de 2015.

## Literatura
Shocker va rebre una novel·la escrita per Randall Boyll el 1990.

## Videojocs
Horace P. Gauge és un antagonista principal del vídeo "The Suffering" publicat l'any 2004. El seu nom i el seu destí són una referència directa al shocker.

## Música
Les contribucions musicals originals incloïen cançons d'Alice Cooper (que més tard interpretaria l'abusiu pare adoptiu de Freddy Krueger, Mr. Underwood, a Freddy's Dead: The Final Nightmare) i Megadeth, que va fer un cover l'èxit de 1973 d'Alice Cooper "No More Mr. Nice Guy", entre d'altres. La cançó del títol de la pel·lícula va ser escrita per Jean Beauvoir i Desmond Child i gravada per The Dudes of Wrath, un supergrup compost per Paul Stanley de Kiss i Desmond Child, tots dos a la veu, Vivian Campbell i Guy Mann-Dude a la guitarra, Rudy Sarzo de Whitesnake al baix, i Tommy Lee de Mötley Crüe a bateria. La banda també va incloure cors del baixista de Van Halen Michael Anthony (músic) i Kane Roberts. La banda sonora es va publicar a Capitol/SBK
Records el 1989.
| 1.  | «Shocker»                                     | The Dudes of Wrath | 3:58 |
| 2.  | «Love Transfusion»                            | Iggy Pop           | 4:22 |
| 3.  | «No More Mr. Nice Guy» (Cover d'Alice Cooper) | Megadeth           | 3:02 |
| 4.  | «Sword & Stone»                               | Bonfire            | 3:57 |
| 5.  | «Timeless Love»                               | Saraya             | 4:08 |
| 6.  | «Shockdance»                                  | The Dudes of Wrath | 4:31 |
| 7.  | «Demon Bell (The Ballad Of Horace Pinker)»    | Dangerous Toys     | 3:56 |
| 8.  | «The Awakening»                               | Voodoo X           | 6:02 |
| 9.  | «Different Breed»                             | Dead On            | 3:48 |
| 10. | «Shocker (Reprise)»                           | The Dudes Of Wrath | 2:54 |